# Буковий гай
Бу́ковий Гай — ботанічна пам'ятка природи місцевого значення в Україні. Об'єкт природно-заповідного фонду Вінницької області. 
Розташована в межах Тиврівського району Вінницької області, при західній частині смт Тиврів (на території Тиврівської селищної ради). 
Площа 1,2 га. Оголошений відповідно до Рішення 11 сесії Вінницької обласної Ради 23 скликання від 17.12.1999 року. Перебуває у віданні ДП «Вінлісгосп» (Тиврівське л-во, кв. 27 діл. 6). 
Статус надано для збереження високопродуктивної грабової діброви, що зростає на правому березі річки Південний Буг. У домішку — цінна деревна порода: бук європейський віком 70 років.